# 沼田浩正
沼田 浩正（ぬまた ひろまさ、1970年10月13日 - ）は埼玉県出身の歌手、法人経営者。社会学者の岩城完之は母方の伯父にあたる。一般社団法人・日本歌手協会会員。中央大学商学部卒業。福島県棚倉町たなぐら応援大使。ロータスエンターテインメント(日本)及びFUJI ENTERTAINMENT(タイ)所属。ライオンズクラブ国際協会３３０－C地区(埼玉県)第４７代ガバナー。所属レーベルはLife Records Malaysia。

## 人物
中央大学在学中より音楽活動を開始。2010年、「カラオケ夢グランプリ」で1500人の応募者の中からグランプリを受賞。　　　　　       
2011年、キングレコードより、岡村孝子「夢をあきらめないで」のアレンジャーである田代修二の編曲で「川越おどり〜熱き鼓動〜」をリリース。　　　　　　　　　　　　　　　　　　　　　　　　　　　　　　　　　　　　2013年、福島県棚倉町公認の復興応援ソング「Believe me」をリリース。本人はその際、「以前、名古屋・郡山・埼玉の3カ所で行ったライブで手売りしたCDの売上金額の全額を棚倉町に寄付した」と主張している。           2014年、結婚相談所大手「サンマリエ」のイメージソング「たんぽぽ～蒲公英～」をリリース、ネットCMとして配信された。
学生時代には野球部、陸上競技部に所属。陸上では2010年、2012年に行われたアジアマスターズ陸上に100Mで出場。
ボランティア活動への参加も熱心で、2010年には自らが発起人となり川越つばさライオンズクラブを設立し初代会長となる。大のプロ野球ファンであり、プロ野球BCリーグ福島ホープスの設立発起人会員でもある。
2015年4月よりスタートした川越の観光情報を紹介する番組『沼田浩正の川越Modern style』(鎌倉FM)ではパーソナリティーを担当していた。
2015年6月に本人が作詞・歌唱する楽曲『Believe  me』が『第97回全国高等学校野球選手権埼玉大会』テレビ埼玉タイアップ曲に起用される事が決定。『高校野球ダイジェスト』のエンディング曲に使用される。
テレビ埼玉『夏の高校野球』タイアップ曲『Believe me』が『2016マスターズ甲子園埼玉大会』の大会BGM曲に起用された。
2015年11月、福島県棚倉町より『たなぐら応援大使』に任命される。
2016年に発表した新曲『君がいたから』が、前年の『Believe me』に続いて2年連続で高校野球埼玉大会テレビ埼玉タイアップ曲に起用された。
これまでにテレビ埼玉・夏の高校野球タイアップ曲を複数年担当したのは岡村孝子らに続いて史上5人目。男性アーチストとしては史上初の起用となった。
2017年3月、タイ王国と日本の国交130周年を記念して行ったチャリティーライブや、震災直後から自主開催してきた『東日本大震災復興支援』『福島県棚倉町復興支援』のチャリティーライブなどの活動が高く評価されタイの新聞社New deliimirror社主催が主催するアワード『Best of piety』賞を受賞した。
2017年12月、zepp tokyoで開催された第１回tokyo top collectionにアーチストとして出演。イベントの模様はスカパー！ch529で放送された。
2017年12月、タイの国民的俳優、ToonHiranyasapが主催する「クリスマス・チャリティーコンサート」に出演。バンコクのスター達との共演を果たした。
2017年12月、タイ王国Newdelimirror社主催のアワード「CEO Leaders Award」賞を受賞。カンボジア王国王女ら受賞者約200名の前で自身のオリジナル曲を披露した。
2018年1月、駐日タイ王国大使館へ招待される。
2018年5月、マレーシアのテレビ番組『Zara zya Special Live from JAPAN』にゲスト出演。マレーシアの人気女優Zara zyaとの共演を果たした。
2018年5月タイ王国Newdelimirror社主催のアワード『THE IDOL2018』賞を受賞。
2018年5月、モンゴルサッカーリーグ１部FC Sumida Ulaanbaatarに球団オフィシャルソング『走れ！！Sumida』を楽曲提供した。
2018年6月、タイ版アカデミー賞とも言われる『映画祭』THE HONOR OF THAI FILM授賞式に出席。授賞式の出席者は招待客のみで晩餐会方式で開催され、その模様はタイでテレビ中継された。
2018年７月、埼玉県川越市で開催された埼玉タイ王国交流協会のイベントにおいて、バンサーン・ブンナーク駐日タイ王国特命全権使閣下の前でプミポン前国王の代表曲『HM.BLUES』を披露した。
2018年７月、サッカーモンゴル女子代表チームを表敬訪問。壱岐洋司監督(元ベガルタ仙台総監督)ら代表メンバーを生歌で激励した。
2018年７月、モンゴル大手テレビ局の人気番組『Coffee Tea』に出演。
2018年１２月、タイ王国の新聞社New dellimirror紙の社会貢献アワードを受賞
2019年11月、モンゴル・ウランバートルのUB.PALACEで開催されたモンゴルの国民的スターuranchimegの４０周年記念コンサートに出演。この模様は大手テレビ局channel8、UBSの2社で放映された。
2020年６月、世界中で愛され続ける楽曲として今も歌い継がれる坂本九さんの名曲『上を向いて歩こう』の日本語版とタイ語版を同時リリース。タイ語版では初の公認カバー歌手となる。
2024年マレーシア・ライフレコードとアーティスト契約 創業90年の歴史を誇り、テレサ・テンやアグネス・チャンなどの有名アーティストを輩出したアジアの名門レーベル、マレーシア・ライフレコードとアーティスト契約を締結。

## 出演

### ディスコグラフィー
- 川越おどり〜熱き鼓動〜(キングレコード)
- Believe me (テレビ埼玉・2015高校野球ダイジェスト エンディング曲) (福島県棚倉町公認復興応援ソング)
- たんぽぽ～蒲公英～ (結婚相談所サンマリエ・インターネットCMソング)(bayfm78.0MHz・Happy Life Storys エンディング曲)
- ずっと君を
- Hope for tomorrow
- 君がいたから (テレビ埼玉・2016高校野球ダイジェスト エンディング曲)
- Believe me 〜EnglishVersion〜
- ふたり　STARDUST REVUEカバー曲
- 上を向いて歩こう　坂本九カバー曲
- SUKIYAKI　タイ語版
- あの虹の向こうへ　(テレビ埼玉・埼玉高校サッカー１００年の歴史　エンディング曲)

### テレビ番組
- 『ハマ歌SHOW』【テレビ神奈川】
- 『J-ソングアワー』【千葉テレビ】【とちぎテレビ】
- 『武蔵コーポレーション杯 第46回埼玉県柔道選手権大会』エンディング曲 【テレビ埼玉】
- 『高校野球ダイジェスト』エンディング曲 2015年 2016年【テレビ埼玉】
- 『もう一つの甲子園～男たちの熱き戦い～』イメージソング【J:COM】
- 沼田浩正『君がいたから』MV【東京MXテレビ】
- タイ王国『BRIGHT TV』【channel20】
- NHK BSプレミアム『我が家の問題』
- マレーシアのテレビ番組『Zara zya Special Live from JAPAN』【Cilipadi TV】
- モンゴルのテレビ番組『Coffee Tea』【モンゴルUBSテレビ】
- 『tokyo top collection特番』【スカパー！ch529】
- モンゴルの歌手uranchimeg ４０周年記念コンサート【モンゴルchannel8】【モンゴルUBSテレビ】
- 『埼玉高校サッカー１００年の歴史』エンディング曲【テレビ埼玉】
- BE HIGHER SELF VOL.47 【千葉テレビ】

### ラジオ
・FMNack5 『ディスカバー彩の国』
- bayfm『結婚相談所サンマリエPresents Happy Life storys』エンディング曲
- ミュージックバード(コミュニティーFM全国72局ネット)『ベストヒットコミュニティー』
- すまいるFM『沼田浩正の&YOU』
- すまいるFM『沼田浩正の痛快Do楽自由人』
- FMうらやす『石田竜也のトークバトル』
- 郡山ココラジ『ゆうココ』
- 名古屋MIDFM『MID Feeling Good Times』
- FM岩沼『イブニングスタジオ〜思い胸に抱いて生きよう』
- おだがいさまFM『お昼だよ！おだがいさま』
- 鎌倉FM『沼田浩正の川越Modern style』
- エフエムNCV おきたまGO！『地球のかたすみからRADIO』
- FM WATCH 『わっちアフタヌーンアワー』
- クローバーラジオ『ごきげん！ひるMAX next』
- FMクマガヤ『ひるくま！』

### Vシネマ
- 中京統一戦線
- この男たち、凶暴にて

### 受賞歴
- タイNew deliimirror紙 『Best of piety』賞受賞(2017年)
- タイNew deliimirror紙 『CEO Leaders Award』賞受賞(2017年)
- タイNew deliimirror紙 『THE IDOL 2018』賞受賞(2018年)
- タイNew dellimirror紙『CEO Leaders Award』(２０１８年)
- カンボジア王女殿下御前歌唱(２０１７年)　TOTアカデミー(タイ王国)
- タイNew deliimirror紙　『社会貢献アワード』(２０１９年)
- タイNew deliimirror紙　DAILYMIRROR AWARDS 2023 VIP GOLD AWARD受賞２０２３年
- タイ王国王太后陛下・御生誕記念アワード『THE HATTA KURONG PHIPOB AWARDS』を受賞